# Neniinae
Neniinae zijn een onderfamilie van Gastropoda (slakken) uit de familie van de Clausiliidae.

## Taxonomie
De volgende taxa zijn bij de onderfamilie ingedeeld:
- Tribus Neniini Wenz, 1923
  - Geslacht Gonionenia Pilsbry, 1926
  - Geslacht Nenia H. Adams & A. Adams, 1855
  - Geslacht Neniops Pilsbry, 1926
  - Geslacht Nenisca Rehder, 1939
  - Geslacht Neniastrum Bourguignat, 1876 accepted as Nenia H. Adams & A. Adams, 1855